# Jacques Gachot
Pour les articles homonymes, voir Gachot.
Jacques Gachot, né le 1er novembre 1885 à Strasbourg et mort le 15 décembre 1954 dans la même ville, est un artiste-peintre alsacien, membre du Groupe de Mai.
Luc Hueber peignit son portrait (1921) et le sculpteur René Hetzel réalisa son buste (1950).
Le Musée d'art moderne et contemporain de Strasbourg détient de nombreuses œuvres dont un autoportrait à la palette de 1913.

## Hommages
L'école primaire de Drusenheim, où il vécut, porte son nom.